# Агниашвили, Пётр Семёнович
Пётр Семёнович (Агниев) Агниашвили (груз. პეტრე სიმონის ძე აღნიაშვილი; 21 января (2 февраля) 1898, Тифлис, Российская империя — 31 мая 1937, Тбилиси, Грузинская ССР, СССР) — грузинский революционер, советский партийный и государственный деятель.

## Биография
Пётр Агниашвили родился 21 января (2 февраля) 1896 в Тифлисе. Поступил в университет на юридический факультет. В 1916 году вступил в РСДРП. В декабре 1917 года сражается на Кавказском фронте. В 1920 году руководит частями Красной Армии, награждён Орденом Красного Знамени. В 1921 году назначен ответственным секретарём Оргбюро РКП(б) в Абхазии и зампредом ГПУ при СНК ССР Грузии. С 1930 года заведует отделом агитации и массовых кампаний ЦК КП(б) Грузии. В октябре 1932 года избран в Бюро Закавказского краевого комитета ВКП(б) и назначен вторым секретарем ЦК КП(б) Грузинской ССР. Заместитель председателя ЦИК Грузии. 
26 января—10 февраля 1934 года делегат XVII съезда ВКП(б). Снят с постов 30 декабря 1936 года и арестован. Репрессирован 31 мая 1937 года по сталинским спискам. Реабилитирован посмертно.
Жил в Тбилиси на ул. Карганова (ныне — Лео Киачели), 2